# David Ludwig
David Ludwig (nascido em 24 de dezembro de 1957) é um médico americano que trabalha em Boston, Massachusetts .

## Educação
Ludwig recebeu um doutorado e um mestrado da Faculdade de Medicina da Universidade de Stanford . Ele completou um estágio-médico em pediatria e uma bolsa em endocrinologia pediátrica no Hospital Infantil de Boston .

## Carreira
Ludwig é professor de pediatria na Escola de Medicina de Harvard  e professor de nutrição na Escola de Saúde Pública Harvard . Ludwig também é diretor do Centro de Prevenção de Obesidade da Fundação Novo Saldo Boston Children's Hospital. Ele publicou vários estudos sobre as causas da obesidade em crianças e adultos, e chamou a atenção por sua recomendação de que crianças gravemente obesas fossem retiradas da custódia de seus pais. Ele é editor associado pago do Jornal Americano de Nutrição Clínica e editor de pesquisa do BMJ .
Ludwig é o autor de vários livros sobre saúde e nutrição, incluindo Always Hungry? (Sempre Com Fome?), Always Delicious (Sempre Delicioso), Retrain Your Fat Cells (Reciclar Suas Células de Gordura) e Lose Weight Permanently (Perde Peso Permanentemente).